# MareNostrum
MareNostrum — це універсальне ім'я, яке суперкомп'ютерний центр в м. Барселоні (Іспанія) використовує для позначення різних оновлень своїх найпотужніших суперкомп'ютерів. На цей час встановлено п'ять версій: MareNostrum 1, MareNostrum 2, MareNostrum 3, MareNostrum 4 та MareNostrum 5.

## Розвиток MareNostrum

### MareNostrum 1
У березні 2004 року іспанський уряд і IBM підписали угоду про будівництво одного з найшвидших комп'ютерів у Європі. Його обчислювальної потужності 42.35 Терафлопс.

### MareNostrum 2
У листопаді 2006 року його потужність була збільшена через великий попит з боку наукових проєктів. MareNostrum збільшив свою потужність до 94.21 Терафлопс, подвоївши свій попередній потенціал. Для того, щоб домогтися цього, він збільшив число процесорів від 4.812 на 10.240

### MareNostrum 3
З оновленням 2012—2013 років, MareNostrum досягти пікової продуктивності понад 1,1 Петафлопс. Він складався з 48,896 Intel Sandy Bridge процесорів з 3,056 вузлами, в тому числі 84 процесори Xeon Phi 5110P з 42 вузлами й з більш ніж 115 ТБ оперативної пам'яті.

### MareNostrum 4
В кінці червня 2017 року розпочав свою роботу MareNostrum 4, який при повній установці буде мати пікову продуктивність 13.7 Петафлопс.
Його розрахункові ємності розподіляється у два абсолютно різні блоки: блоки загального призначення і блоки призначені для нових технологій.

#### Блоки загального призначення
Блоки загального призначення має 48 стійок з 3,456 вузлами, кожен вузол має два процесори Intel Xeon Platinum, які складаються з 24 процесорів, склавши в цілому 165,888 процесорів, оперативної пам'яті 390 терабайтів. Його пікова потужність становить 11,15 Петафлопс, тобто він здатний виконувати більше ніж одинадцять тисяч трильйонів операцій в секунду, що в десять разів більше, ніж MareNostrum 3. Хоча його потужність в десять разів більше, ніж у його попередника, він тільки збільшує споживання енергії на 30 % і зараз становить 1,3 МВт/рік.

#### Другий блок
Другий блок MareNostrum 4 утворюють кластери з трьох різних нових технологій, які будуть додаватися й оновлюватися в міру їх появи. Ці технології в цей час розробляються в США і Японії.
- Перший кластер складається з процесора IBM POWER9 і графічного процесора NVIDIA Volta, які мають ті ж компоненти, що компанії IBM і NVIDIA будуть використовувати для суперкомп'ютерів Summit і Sierra (суперкомп'ютер)[en]. Обчислювальна потужність понад 1,5 Петафлопс/с.
- Другий кластер складається з процесорів Intel Knights Hill (KNH), які будуть використовуватися для суперкомп'ютерів Theta і Aurora. Обчислювальної потужності перевищує 0.5 Петафлопс/с.
- Третій кластер складається з 64-бітових процесорів ARMv8 на прототипі, з використанням найсучасніших технологій з суперкомп'ютера Japanese Post-K. Обчислювальна потужність більше ніж 0,5 Петафлопс/с.

MareNostrum 4 має ємність дискового сховища 14 петабайтів. Він підключений до інфраструктур Big Data BSC-CNS, які мають загальну місткість 24,6 петабайт. Високошвидкісна мережа Omnipath з'єднує всі компоненти в суперкомп'ютері один з одним. Як і його попередники, MareNostrum 4 також пов'язаний з європейськими дослідницькими центрами та університетами через мережі RedIris і Geant.

#### MareNostrum 4

##### Архітектура системи
MareNostrum — суперкомп'ютер на базі процесорів Intel Xeon Platinum, обчислювальних стелажів Lenovo SD530, операційної системи Linux і з'єднання Intel Omni-Path, про створення якого було оголошено у 2017 році.
Нижче наведено короткий огляд кластерної системи загального призначення:
- Пікова продуктивність 11.15 петафлопс
- 384,75 ТБ пам'яті
- 3,566 вузла:
  - 2x Intel Xeon Platinum 8160 24C на частоті 2,1 ГГц
  - 216 вузлів з 12x32 ГБ DDR4-2667 DIMMS (8 ГБ / ядро)
  - 3240 вузлів з 12x8 ГБ DDR4-2667 DIMMS (2 ГБ / ядро)
- Мережа
  - 100 Гб Intel Omni-Path Full-Fat Tree
  - 10 Гб Ethernet
- Операційна система: SUSE Linux Enterprise Server 12 SP2

#### MareNostrum 5
Наприкінці 2023 року, іспанські розробники представили новий європейський суперкомп’ютер MareNostrum 5, який здатний виконувати 314 трильйонів операцій на секунду. Цей суперкомп’ютер входить до десятки найпотужніших суперкомп’ютерів світу та відрізняється не лише своєю потужністю, але й високою енергоефективністю, оскільки він живиться від поновлювальної енергії. MareNostrum 5 розміщений у центрі суперкомп’ютерів м. Барселони та буде використовуватися для широкого кола наукових та промислових завдань, починаючи з березня 2024 року.

## Значення для науки
MareNostrum повністю націлена на створення наукових знань. Він використовується практично у всіх наукових дисциплінах — від фізики астрофізики й матеріалів до біомедицини, а також в машинобудуванні й промисловості.
MareNostrum 4 використовується для дослідницьких проєктів в області зміни клімату, гравітаційних хвиль, вакцинації проти СНІДу, нових методів променевої терапії для боротьби з раком і моделювання, пов'язаних з виробництвом енергії плавлення, серед інших.
Суперкомп'ютер MareNostrum 4 призначається Міністерством економіки, промисловості та конкурентоспроможності Іспанії спеціальним науково-технічним інфраструктурним підрозділом і є частиною інфраструктури PRACE Resarch в якості однієї з 7 систем Tier-0, доступних в цей час для європейських вчених.

## Доступ до MareNostrum
Доступ до MareNostrum можливий через іспанський суперкомп'ютерний мережевий RES, який забезпечує доступ до 16 % обчислювальних годин на машині — чи європейську програму PRACE, яка управляє доступом до 80 % обчислювальних годин, 4 % годин що залишилися зарезервовані для використання дослідниками BSC.

## Світлини

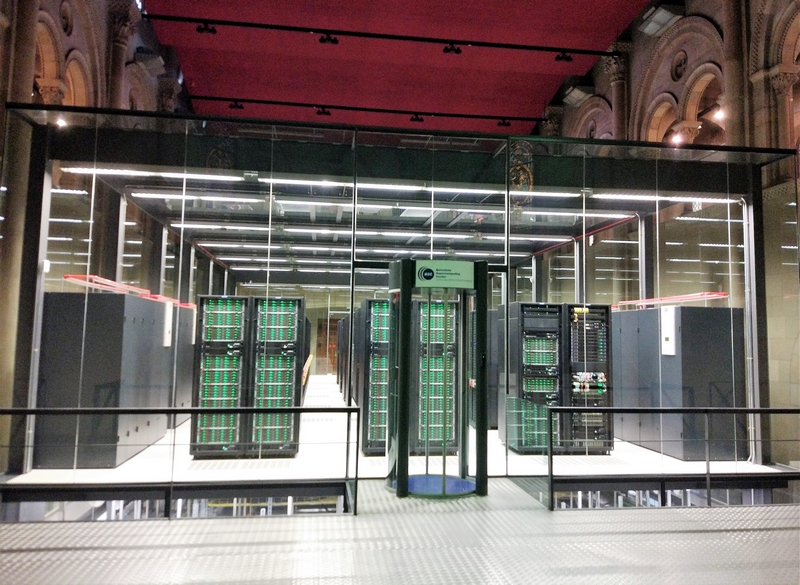
MareNostrum 4 суперкомп'ютер в суперкомп'ютерному центрі Барселони (2017)
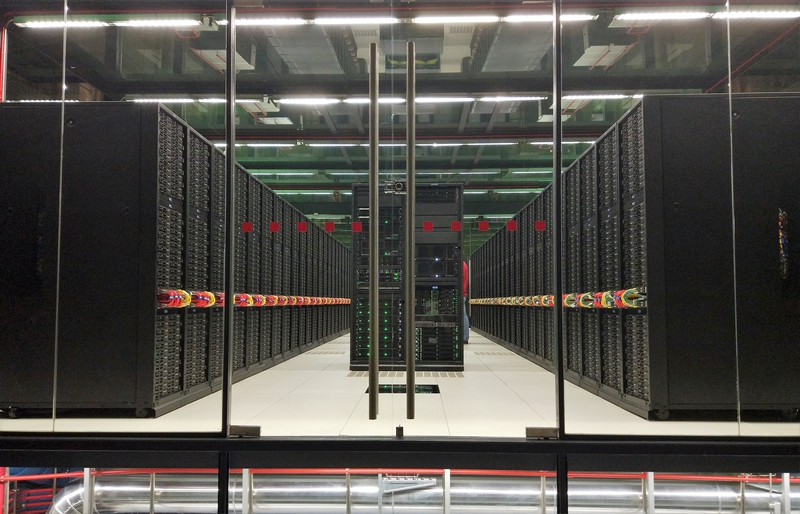
MareNostrum 4 суперкомп'ютер в суперкомп'ютерному центрі Барселони (2017)
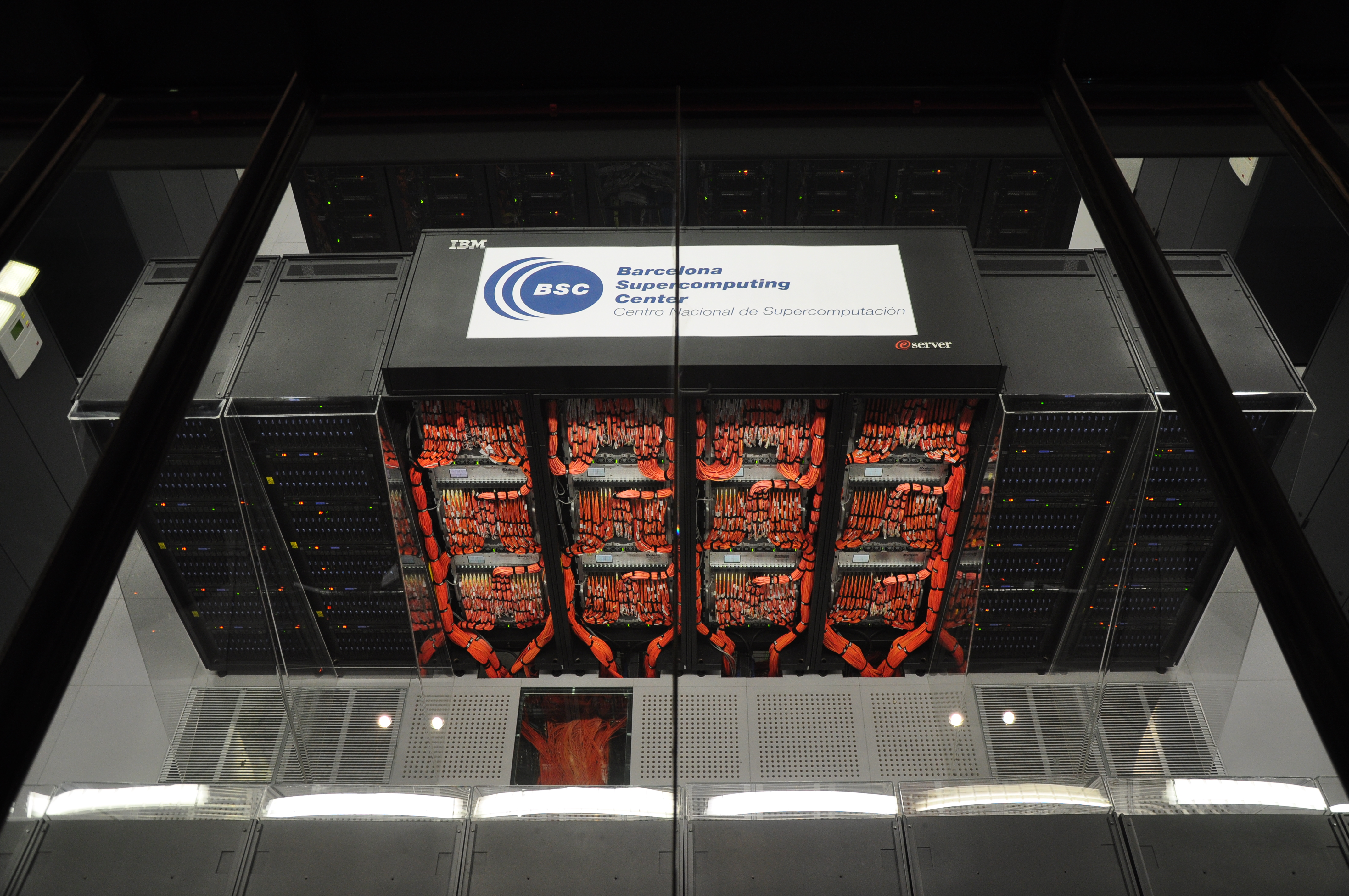
MareNostrum 2 - Вид із стійок ЦП
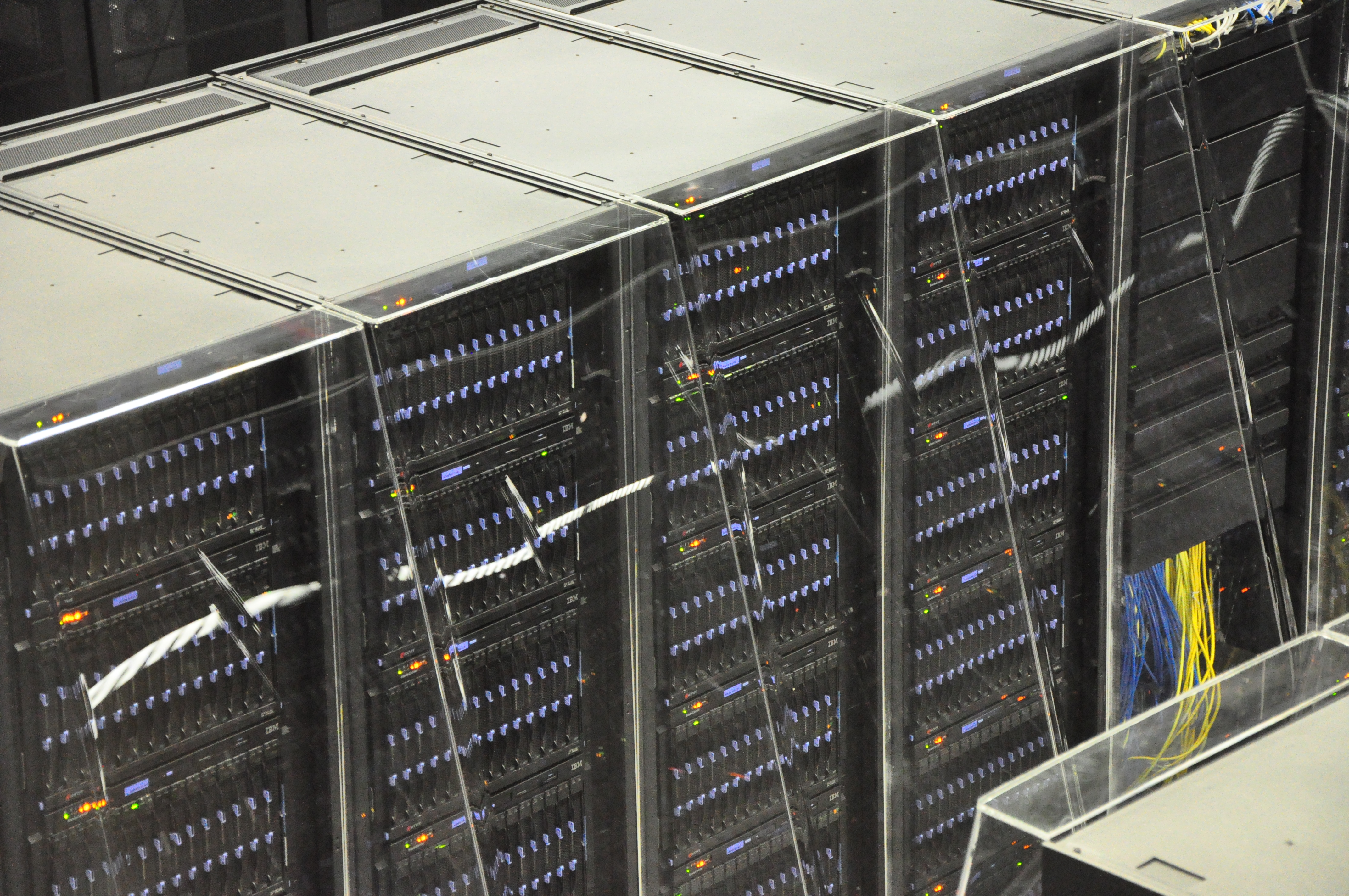
MareNostrum 2 - Стійки ЦП
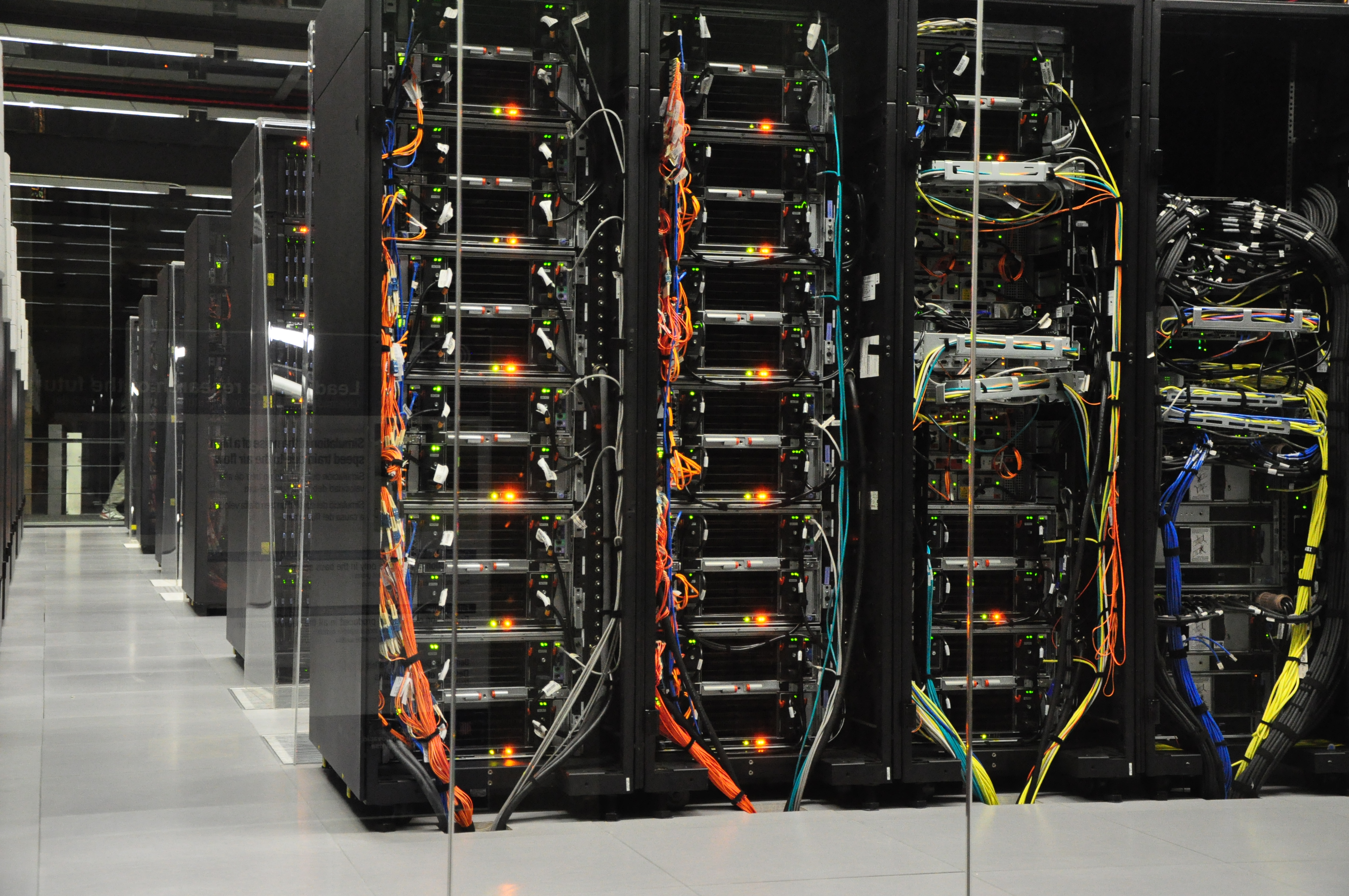
MareNostrum 2 - Блок охолодження
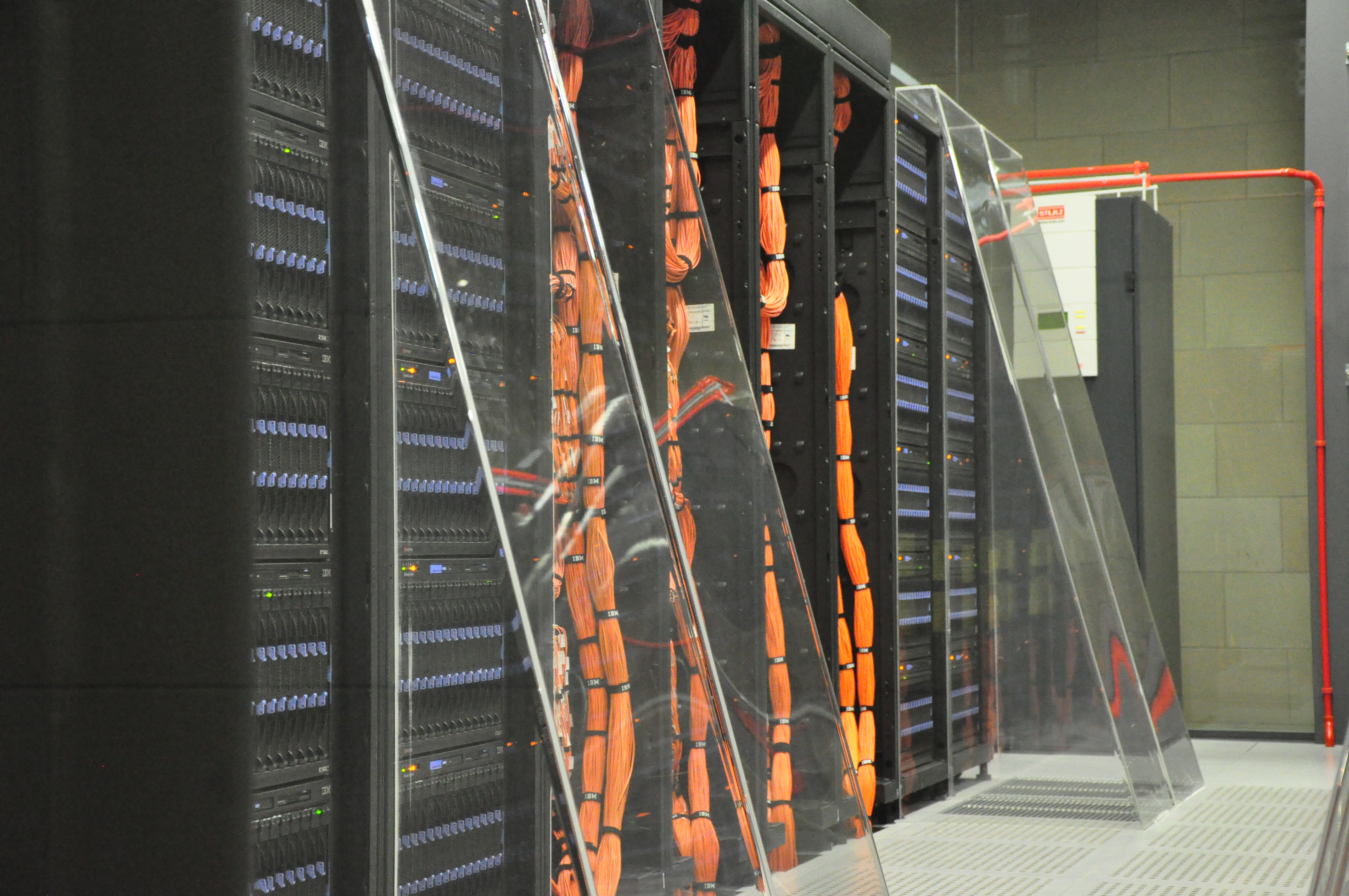
MareNostrum 2 - Стійки охолодження
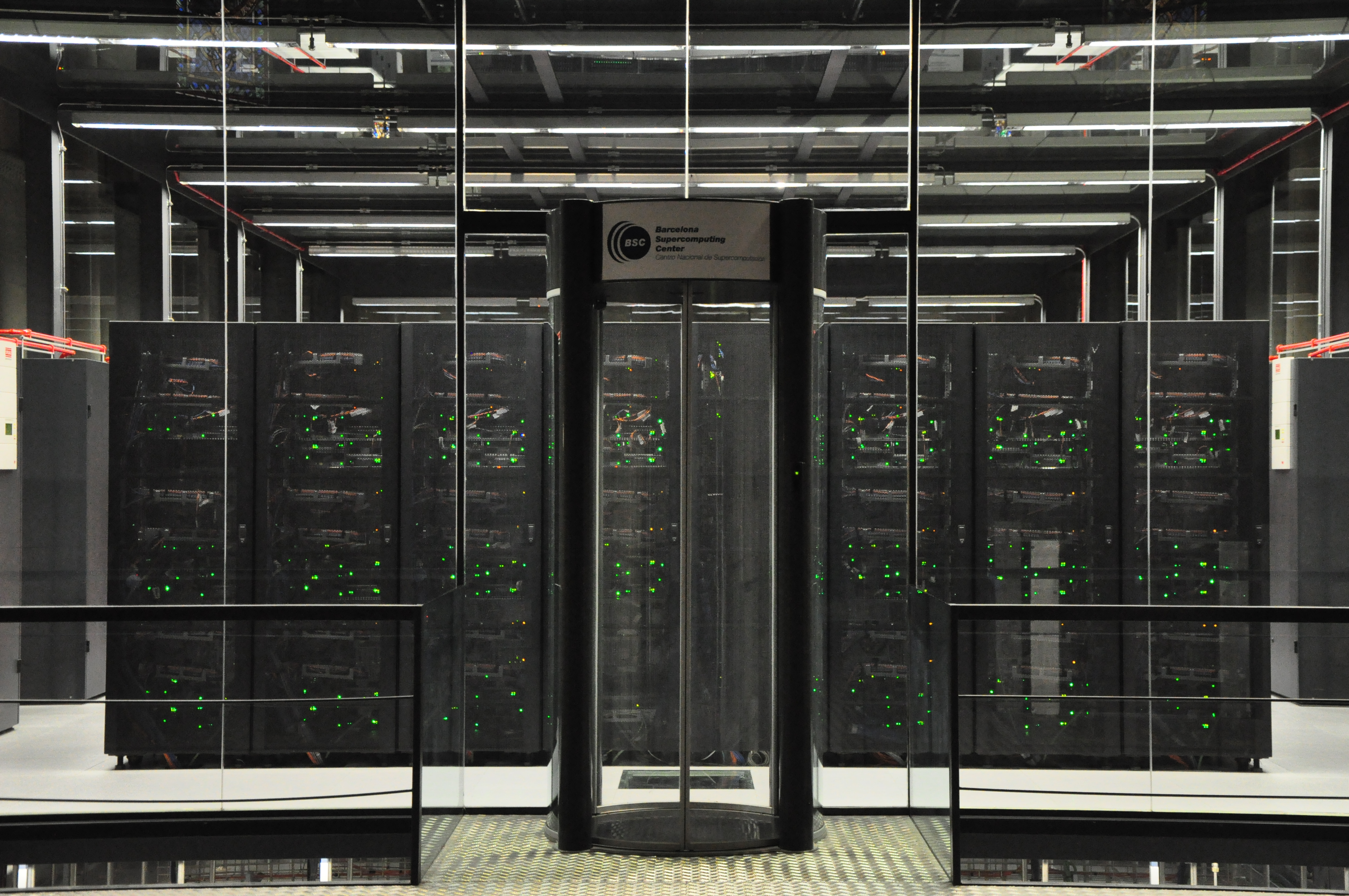
MareNostrum 2 - Двері